# Absaroka Range
Die Absaroka Range ist ein 240 km langer und bis 120 km breiter Gebirgszug in den Rocky Mountains. Sie liegt in den US-Bundesstaaten Wyoming und Montana und bildet die Ostgrenze des Yellowstone-Nationalparks sowie die Westgrenze des Bighorn Basins. Die höchste Erhebung ist der 4011 m hohe Francs Peak, der einzige Viertausender des Gebirgszugs. Insgesamt erreichen mehr als 40 Berge eine Höhe von 3700 m.

## Geographie
Die Absaroka Range erstreckt sich von Livingston im Süden Montanas bis in die Nähe von Dubois im Bundesstaat Wyoming und bildet damit den Kern der Yellowstone-Region sowie einen Teil des Größeren Yellowstone-Ökosystems in den zentralen Rocky Mountains. Mit einer Länge von mehr als 240 km und einer Breite von – je nach Messung – 70 bis 240 km gehört die Absaroka Range zu den größten Bergketten innerhalb der Rocky Mountains. Die Kontinentale Wasserscheide verläuft durch den südwestlichen Teil des Gebirges. Erschlossen wird die Absaroka Range durch den U.S. Highway 212, der im Verlauf von Red Lodge über den Beartooth Pass nach Cooke City auch als Beartooth Highway bezeichnet wird. Neben dieser, nur im Sommer geöffneten, Hochgebirgsstraße führen weiter südlich die hier gebündelten U.S. Highways 14/16/20 von Cody entlang des Shoshone Rivers sowie dessen North Fork bis in den Yellowstone-Nationalpark. An der südlichen Gebirgsgrenze führt der U.S. Highway 26 von Moran im Grand-Teton-Nationalpark über den Togwotee Pass bis ins Wind River Basin.

### Abgrenzung
Die nördliche Grenze der Absaroka Range wird durch die Interstate 90 bei Livingston gebildet. Von dort aus verläuft die Bergkette nach Südwesten und wird auf westlicher Seite durch den Yellowstone River begrenzt. Je nach Definition bilden die Beartooth Mountains einen Teil der Absaroka Range – oder werden als separate Bergkette der Rocky Mountains gesehen. Zählt man die Beartooth Mountains nicht zur Absaroka Range, bildet der Boulder River die Grenze beider Bergketten. Weiter südlich breitet sich die Absaroka Range deutlich aus und wird im Westen durch das Yellowstone Plateau, im Osten durch das Bighorn Basin und im Südwesten durch das Tal von Jackson Hole begrenzt. Der westliche Teil der südlichen Absaroka Range, auch als Washakie Range bezeichnet, trifft nahe dem Union Pass auf die südlich gelegene und nach Osten durch den Wind River abgegrenzte Wind River Range sowie auf die Gros Ventre Range und die zur Gros Ventre Range gehörenden Mount Leidy Highlands. Im Südosten grenzen die Owl Creek Mountains, eine Teilkette der Absaroka Range, nördlich an das Wind River Basin. Auf östlicher Seite werden die Owl Creek Mountains durch den Wind River Canyon von den Bridger Mountains abgegrenzt. Zusammen bilden die Owl Creek Mountains und die Bridger Mountains eine Art Brücke zwischen der Absaroka Range und den südwestlichen Ausläufern der Bighorn Mountains.

### Berge
Zu den bekanntesten Bergen der Absaroka Range gehören neben dem Francs Peak die im Yellowstone-Nationalpark oder knapp außerhalb gelegenen und dadurch meist leicht erreichbaren Berge Avalanche Peak, Trout Peak, Pilot Peak oder Eagle Peak. Zu den höchsten Bergen gehören neben dem Francs Peak die allesamt in den Beartooth Mountains gelegenen Berge Granite Peak, der höchste Berg des Bundesstaates Montana, Mount Wood, Castle Mountain oder Whitetail Peak. In der südlichen Absaroka Range erreichen Francs Peak, Peak 12635, Peak Benchmark, Mount Crosby, Dollar Mountain und Carter Mountain Höhen von 3750 m.

### Schutzgebiete
Ein Großteil des Gebirgszuges befindet sich in Naturschutzgebieten, neben dem Yellowstone-Nationalpark gehören dazu auch die Nationalforste Bridger-Teton National Forest, Custer National Forest, Gallatin National Forest, und Shoshone National Forest sowie die Wilderness Areas Absaroka-Beartooth Wilderness, North Absaroka Wilderness, Teton Wilderness und Washakie Wilderness.

## Geologie
Während der Eiszeiten gingen von der Absaroka Range die Gletscher aus, die eine Eiskappe über nahezu dem gesamten Gebiet des heutigen Yellowstone-Nationalparks bildeten. Sie hatten erheblichen Einfluss auf die Oberflächengestaltung des Yellowstone-Plateaus und das südlich angrenzende Tal von Jackson Hole.

## Geschichte
Das Gebirge ist nach dem Stamm der Absarokee-Indianer benannt, die im deutschsprachigen Raum besser als Crow bekannt sind.
John Colter, einer der ersten weißen Entdecker, reiste im Jahr 1807 entlang der Ausläufer der Absaroka Range auf seinem Weg in das Gebiet des heutigen Yellowstone-Nationalparks. Zu den frühen Entdeckern gehören auch Gustavus Cheyney Doane and Nathaniel P. Langford, die während der Washburn-Langford-Doane-Expedition durch die Absaroka Range reisten und im Jahr 1870 den Gipfel des Colter Peak bestiegen.
Im Jahr 1891 wurde mit dem Shoshone National Forest der erste Nationalforst der Vereinigten Staaten gegründet, der auch große Teile der Absaroka Range umfasst.
Die SS Absaroka wurde nach der Absaroka Range benannt.

## Galerie

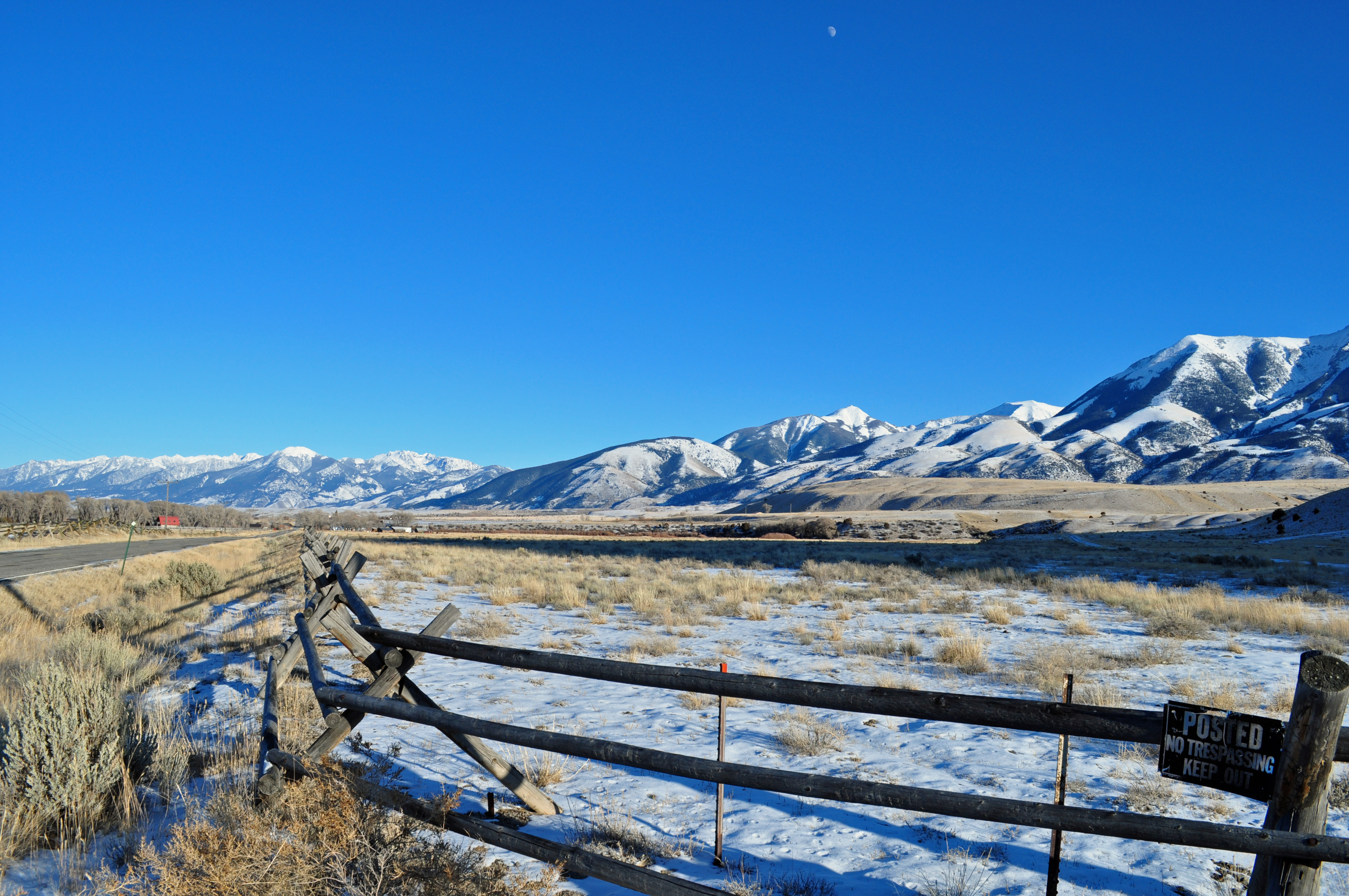
Westflanke der Absaroka Range im Paradise Valley, Montana
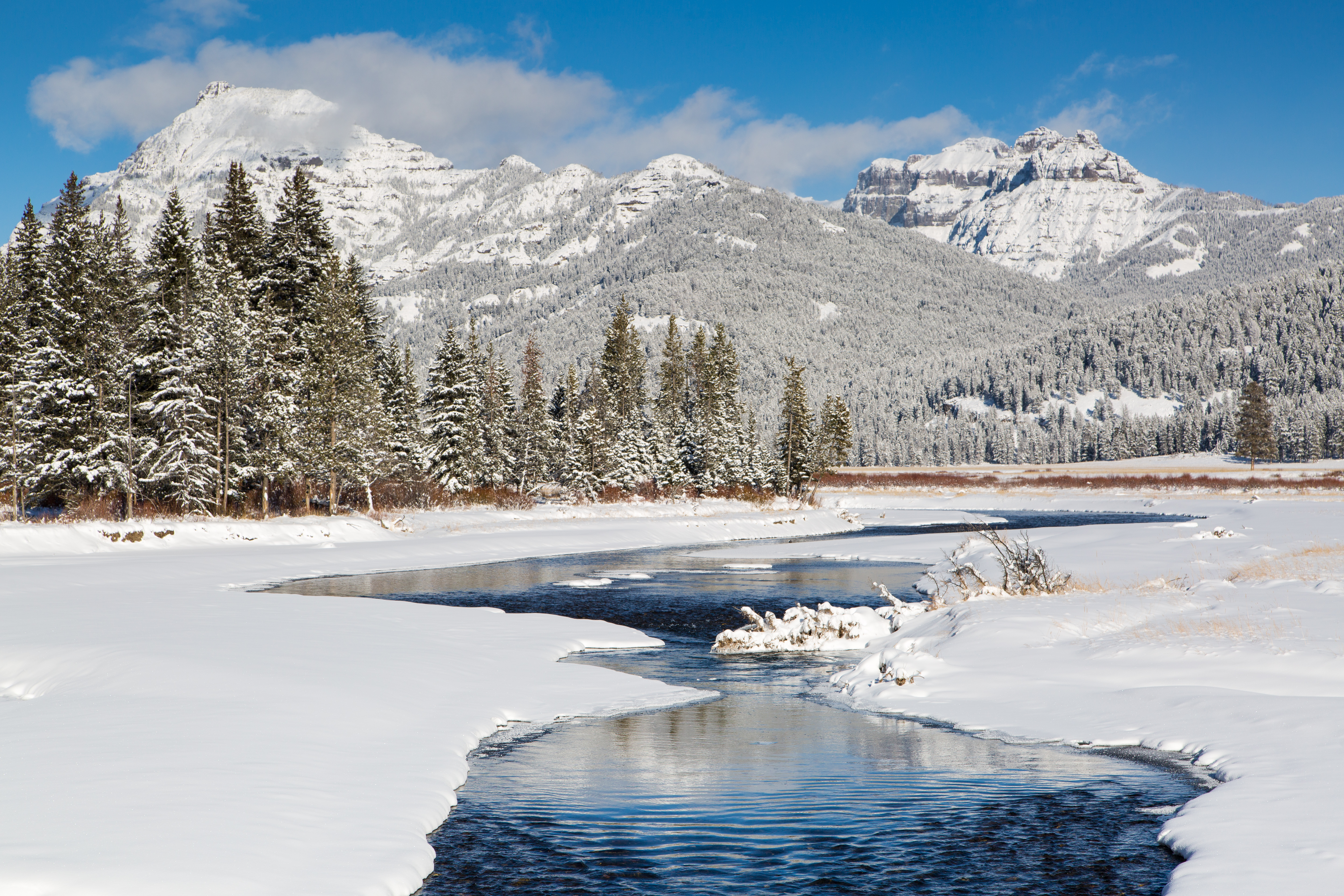
Schnee am Soda Butte Creek im Yellowstone-Nationalpark, im Hintergrund Amphitheater Mountain und Abiathar Peak
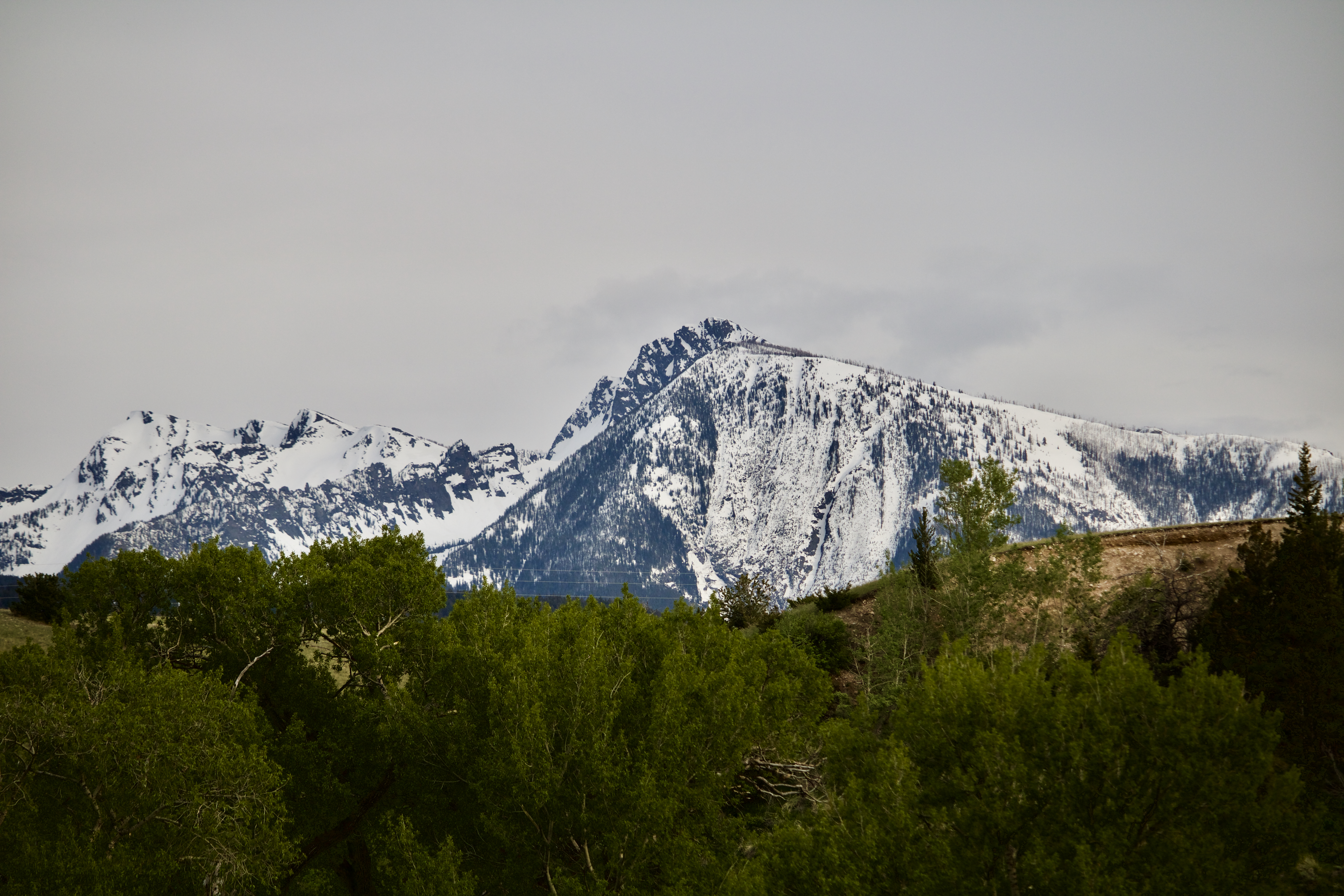
Absaroka Range nahe Livingston, Montana
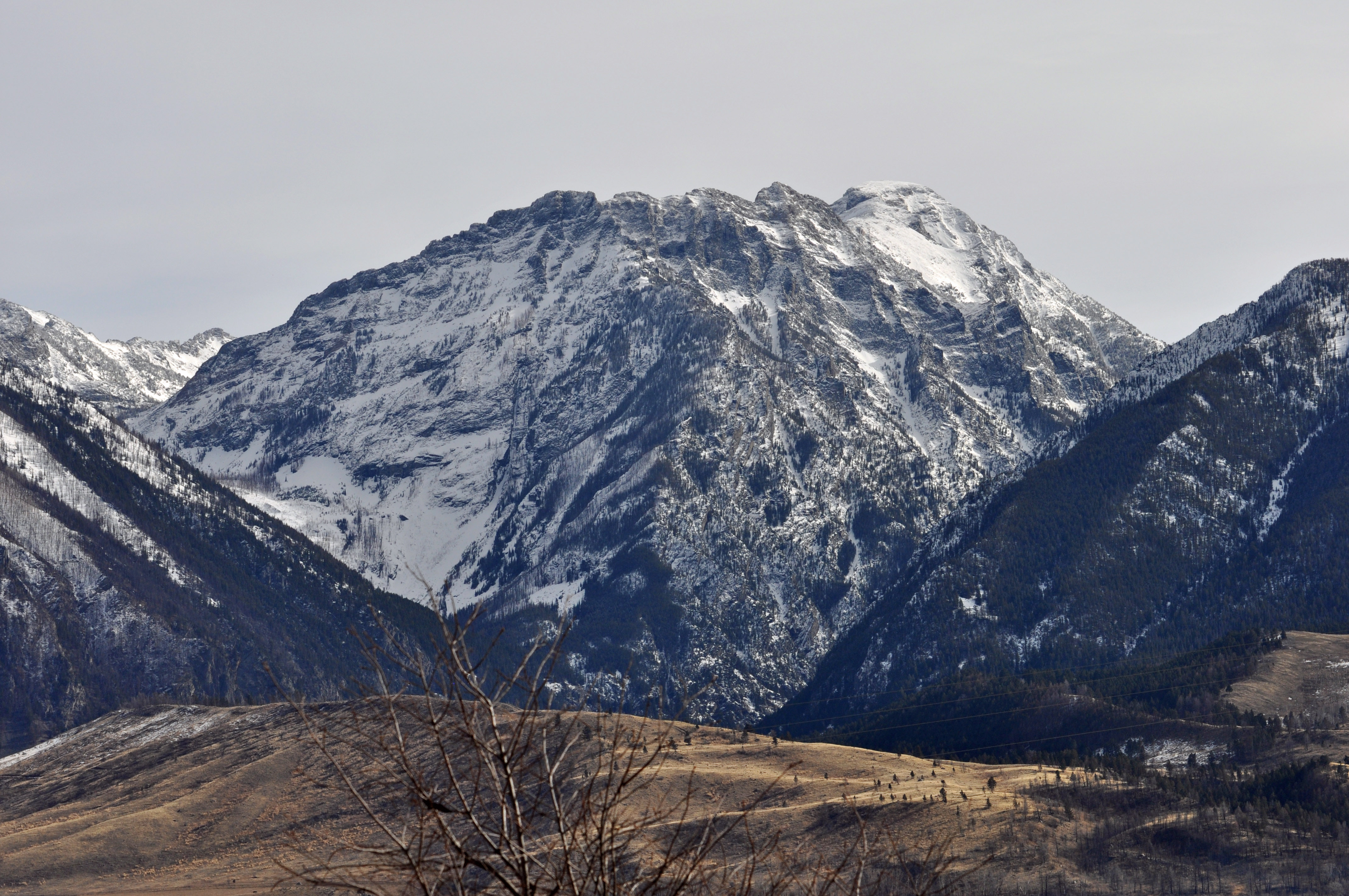
Westflanke des Mount McKnight in der nördlichen Absaroka Range
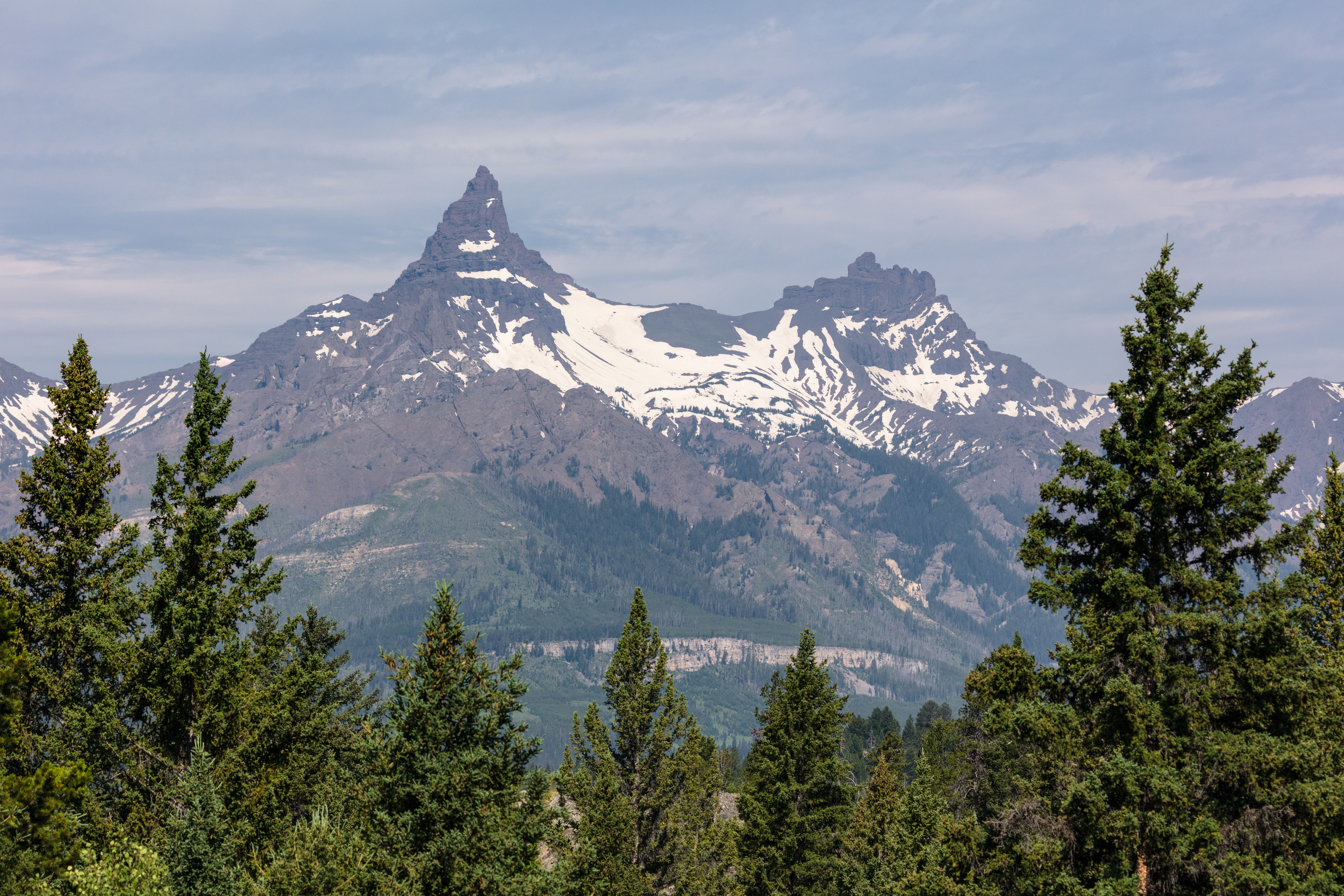
Pilot Peak und Index Peak vom Beartooth Highway
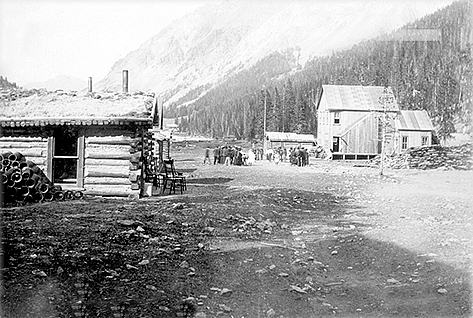
Goldgräberstadt Kirwin inmitten der Absaroka Range, 1905